# أنتاناناريفو

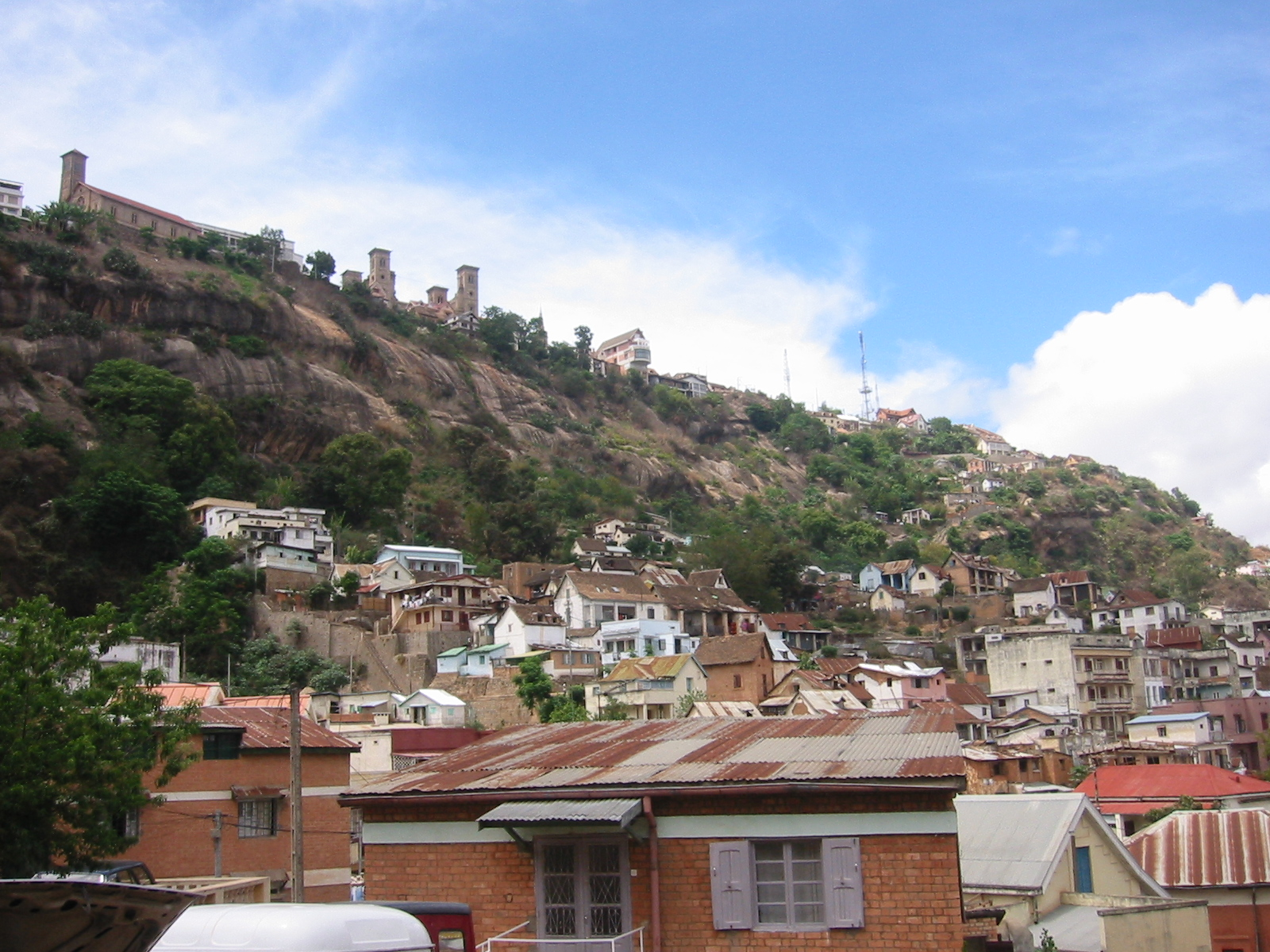
أنتاناناريفو

أنتاناناريفو (بالفرنسية: Antananarivo)‏ هي عاصمة مدغشقر. وأكبر مدنها. تعرف أيضا بالاسم المختصر تانا وباسمها وقت الاستعمار الفرنسي تاناناريف. وهي تقع في وسط جزيزة مدغشقر وتبعد 145 كم عن الساحل الشرقي. وتعتبر المركز الإداري والاقتصادي لمدغشقر.

## جغرافيا
تقع المدينة على قمة ومنحدرات تل صخري طويل يمتد جنوبا وشمالا لمسافة 4 كيلومترات. وترتفع المدينة 1275 مترا فوق سطح البحر. وتبعد 215 كم عن تاوماسينا الميناء الرئيس للدولة. وبها مطار إيفاتو الدولي.

## تاريخها

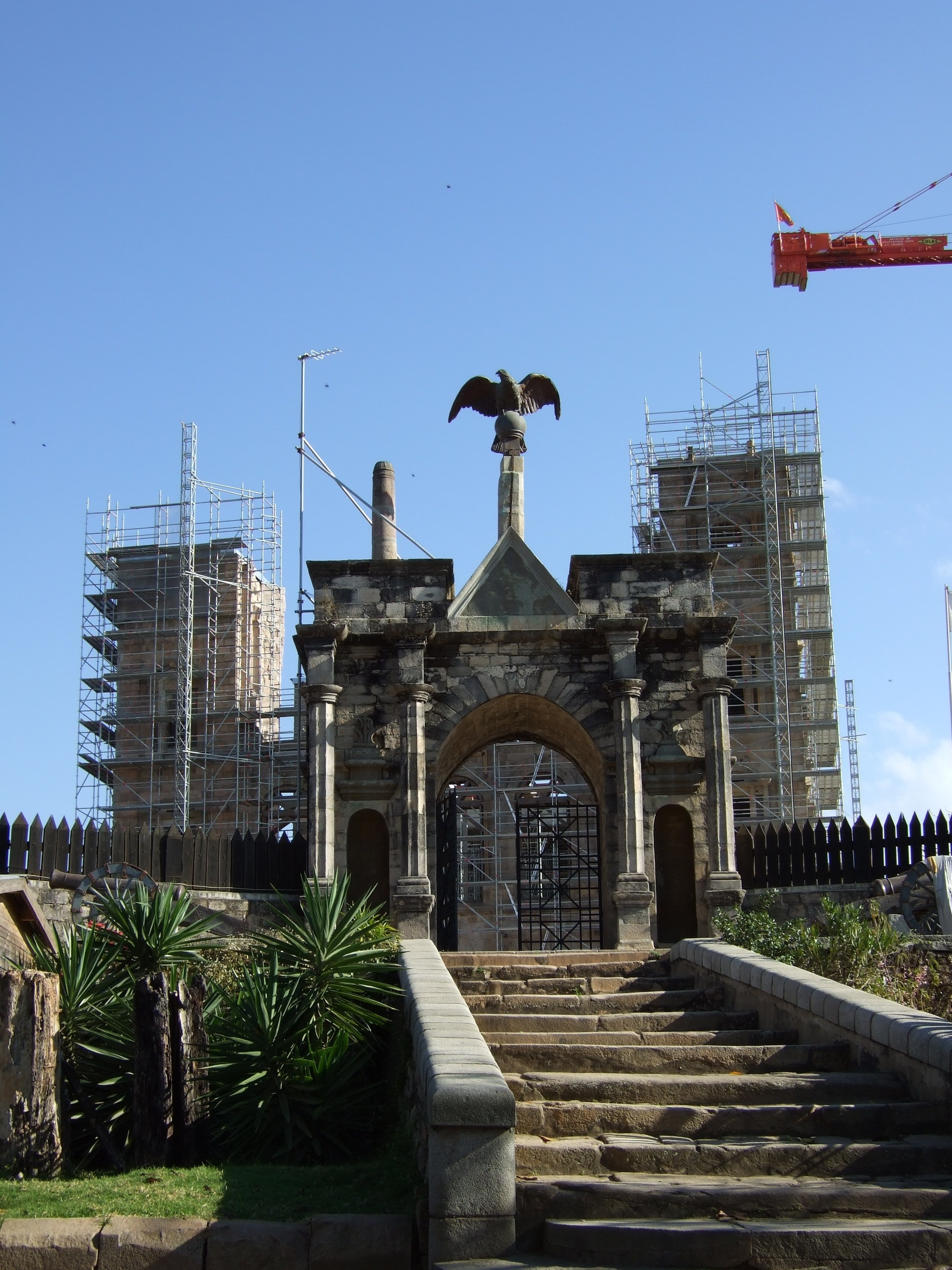
روفا أنتاناناريفو مدغشقر (قصر الملكة السابق قيد الترميم)

تأسست أنتاناناريفو في القرن السابع عشر مركزاً لقبيلة هوفا، ثم صارت بعد ذلك عاصمة لمملكة ميرينا التي حكمت الجزيرة في القرنين التاليين، وفي فترة الاحتلال الفرنسي اتخذها الفرنسيون مركزاً إدارياً للمستعمرة ومحوراً أساسياً لطرق المواصلات بسبب موقعها الحيوي.

## توأمة
لأنتاناناريفو اتفاقيات توأمة مع كل من:
- يريفان
- فوركوتا
- سوجو
- ورود فونتيناي أوكس

## أعلام
- آلان هوراس
- يوهان ماريا هيلدبراند
- هيري راجاوناريمامبيانينا
- جون فان لوتام
- غابرييل رامانانتسوا
- فيليب إيدل
- رانافالونا الثانية
- جان لابورد